# Професійно-технічні училища Івано-Франківської області
В Івано-Франківській області діють 23 професійно-технічних навчальних закладів, зокрема:
| №  | Назва                                                                        | Рівень атестації | Дата заснування | Населений пункт  | Адреса                         | Примітка |
| 1  | Івано-Франківське вище професійне училище готельного сервісу і туризму       | ІІІ              | 1944            | Івано-Франківськ | вул. Сорохтея, 43              | ВПУ №18 у 2003 р. перейменовано на сучасну назву http://vpu18.ucoz.ru [Архівовано 30 вересня 2020 у Wayback Machine.] [Архівовано 26 серпня 2010 у Wayback Machine.] |
| 2  | Івано-Франківський професійний будівельний ліцей                             | ІІ               | 1963            | Івано-Франківськ | вул. Левинського, 24           | 2002 р. ПТУ №5 реорганізовано [Архівовано 26 серпня 2010 у Wayback Machine.]                                                                                         |
| 3  | Богородчанський професійний будівельний ліцей                                | ІІ               |                 | Богородчани      | вул. Шевченка, 89              | https://sites.google.com/view/bpbl |
| 4  | Брошнівський професійний лісопромисловий ліцей                               | ІІ               | 1945            | Брошнів-Осада    | вул. С.Бандери, 5              | http://www.litsey-broshniv.at.ua [Архівовано 19 липня 2020 у Wayback Machine.]                                                                                       |
| 5  | Бурштинське вище професійне училище торгівлі та ресторанного сервісу         | ІІІ              | 1972            | Бурштин          | вул. О.Басараб, 1              | http://bvpu.at.ua |
| 6  | Вище професійне училище №13                                                  | ІІІ              | 1983            | Івано-Франківськ | вул. Пасічна, 10а              | http://vpu13.if.ua [Архівовано 24 березня 2022 у Wayback Machine.]                                                                                                   |
| 7  | Вище професійне училище №14                                                  | ІІІ              | 1976            | Коломия          | вул. Гетьмана I.Мазепи, 224-а  | |
| 8  | Вище професійне училище №21                                                  | ІІІ              | 1987            | Івано-Франківськ | вул. Тисменицька, 248          | http://vpu21.if.ua/ [Архівовано 7 березня 2010 у Wayback Machine.]                                                                                                   |
| 9  | Вище професійне училище №7                                                   | ІІІ              |                 | Калуш            | вул. Б.Хмельницького, 78       | |
| 10 | Вище художнє професійне училище №3                                           | ІІ               |                 | Івано-Франківськ | вул. Дудаєва, 35               | |
| 11 | Войнилівське професійно-технічне училище №34                                 | ІІ               |                 | Войнилів         | вул. 50-річчя УПА, 5           | |
| 12 | Коломийський професійний ліцей сфери послуг                                  | ІІІ              | 1978            | Коломия          | вул. Б.Хмельницького, 88       | |
| 13 | Івано-Франківський професійний політехнічний ліцей                           | ІІ               | 1945            | Івано-Франківськ | вул. Левинського, 35           | Остання реорганізація у 2006 р. http://ifppl.if.ukrtel.net/1.htm%5Bнедоступне+посилання+з+липня+2019%5D                                                              |
| 14 | Івано-Франківське Вище професійне училище сервісного обслуговування техніки  | ІІ               | 1984/2006       | Івано-Франківськ | вул. Гетьмана П.Дорошенка, 28Г | Засноване в 2006 р. шляхом реорганізації ВПУ №13 https://web.archive.org/web/20140201232534/http://www.vpusot.org.ua/                                                |
| 15 | Івано-Франківський професійний ліцей автомобільного транспорту і будівництва | ІІ               |                 | Івано-Франківськ | вул.Юності, 7                  | |
| 16 | Коломийський індустріально-педагогічний технікум                             | ІІІ              | 1966            | Коломия          | вул. Лисенка, 11               | Заснований в 1996 р., на базі ПТУ № 10 http://kipt.com.ua [Архівовано 22 березня 2022 у Wayback Machine.]                                                            |
| 17 | Коломийський навчальний центр №41                                            | ІІ               | 2004            | Товмачик         | вул. Привокзальна, 30          | діє при Коломийській виправній колонії |
| 18 | Коршівське професійно-технічне училище №32                                   | ІІ               |                 | Коршів           | вул. Зелена, 38                | |
| 19 | Надвірнянське професійно-технічне училище №11                                | ІІ               |                 | Надвірна         | вул. Ломоносова, 3             | http://nadvirnaptu11.ucoz.ua/ [Архівовано 26 липня 2013 у Wayback Machine.]                                                                                          |
| 20 | Отинійський професійний ліцей енергетичних технологій                        | ІІ               |                 | Отинія           | вул. Січових Стрільців, 10     | |
| 21 | Професійно-технічне училище №31                                              | ІІ               |                 | Городенка        | вул. Станіславська, 1          | |
| 22 | Професійно-технічне училище №36                                              | ІІ               |                 | Кути             | вул. О.Кобилянської, 40        | |
| 23 | Центр професійно-технічної освіти №1                                         | ІІІ              |                 | Івано-Франківськ | вул. Тисменицька, 246          | |

Навчально-методичний кабінет ПТО у Івано-Франківській області знаходиться за адресою: м. Івано-Франківськ, вул. Незалежності, 59-А